# Солунско читалище
Читалище „Кирил и Методий“ е читалище в град Солун, основано през 1869 година. По-късно се преименува на Българско общество „Возрождение“. През 1874 година обществото подема инициативата за строеж на български църкви и училища в града под ръководството на учителя Михаил Буботинов. Братството внася 168 златни гроша в касата на Македонската дружина за подпомагане учебното дело и училищата в югозападните български земи.